# Angus MacLise
Angus MacLise (4 martie 1938, Bridgeport, Connecticut - 21 iunie 1979, Kathmandu, Nepal) a fost un percuționist american, compozitor, poet, ocultist și caligraf, probabil cel mai cunoscut ca primul percuționist al trupei The Velvet Underground.